# Hamburg kerületei

Hamburg városrészeinek térképe

A németországi Hamburg városnak ma 7 kerülete (németül Bezirk) van:
| Kerület    | Lakosság (fő)  | Terület (km²) |
| ---------- | -------------- | ------------- |
| Mitte      | 238 257 (2006) | 107,1 km²     |
| Altona     | 246 936 (2006) | 78,3 km²      |
| Eimsbüttel | 248 233 (2006) | 50,1 km²      |
| Nord       | 283 246 (2006) | 57,8 km²      |
| Wandsbek   | 408 032 (2006) | 147,5 km²     |
| Bergedorf  | 118 789 (2006) | 154,8 km²     |
| Harburg    | 200 134 (2006) | 161 km²       |

## Mitte
A kerületnek 20 része van:
| - Borgfelde - Altstadt - Hamm-Mitte - Hamm-Nord - Hamm-Süd - Hammerbrook - Kleiner Grasbrook - Klostertor - Neustadt - Neuwerk (Az Északi-tengerben fekszik) | - Rothenburgsort - St. Georg - St. Pauli - Steinwerder - Veddel - Billbrook - Billstedt - Horn - Finkenwerder - Waltershof - Wilhelmsburg - HafenCity |

## Altona
A kerületnek 13 része van:
| - Altona-Altstadt - Altona-Nord - Bahrenfeld - Groß Flottbek - Othmarschen - Ottensen - Blankenese - Iserbrook - Lurup | - Nienstedten - Osdorf - Rissen - Sülldorf - Sternschanze |

## Eimsbüttel
A kerületnek 9 része van:
- Eimsbüttel
- Harvestehude
- Hoheluft-West
- Rotherbaum
- Lokstedt
- Niendorf
- Schnelsen
- Eidelstedt
- Stellingen

## Hamburg-Nord
A kerületnek 13 része van:
| - Alsterdorf - Eppendorf - Groß Borstel - Hoheluft-Ost - Winterhude - Barmbek-Nord - Barmbek-Süd - Dulsberg - Hohenfelde | - Uhlenhorst - Fuhlsbüttel - Langenhorn - Ohlsdorf |

## Wandsbek
A kerületnek 18 része van:
| - Eilbek - Jenfeld - Marienthal - Tonndorf - Wandsbek - Hummelsbüttel - Poppenbüttel - Sasel - Wellingsbüttel - Bramfeld - Steilshoop | - Rahlstedt - Bergstedt - Duvenstedt - Farmsen-Berne - Lemsahl-Mellingstedt - Volksdorf - Wohldorf-Ohlstedt |

## Bergedorf
A kerületnek 13 része van:
| - Bergedorf - Lohbrügge - Allermöhe - Altengamme - Billwerder - Curslack - Kirchwerder - Moorfleet - Neuengamme | - Ochsenwerder - Reitbrook - Spadenland - Tatenberg |

## Harburg
A kerületnek 18 része van:
| - Eißendorf - Gut Moor - Harburg - Heimfeld - Langenbek - Marmstorf - Neuland - Rönneburg - Sinstorf - Wilstorf | - Altenwerder - Cranz - Francop - Hausbruch - Moorburg - Neuenfelde - Neugraben-Fischbek |